# Marasmius insititius
Marasmius insititius är en svampart som beskrevs av Fr. 1838. Marasmius insititius ingår i släktet Marasmius och familjen Marasmiaceae.   Inga underarter finns listade i Catalogue of Life.